# Rangrid Fossae
Rangrid Fossae zijn smalle depressies op de planeet Venus. De Rangrid Fossae werden in 1985 genoemd naar Randgrid, een Walkure uit de Noordse mythologie.
De fossae hebben een diameter van 243 kilometer en bevinden zich in het oosten van Ishtar Terra en ten zuiden van Maxwell Montes in het quadrangle Lakshmi Planum (V-7).